# Campionato europeo maschile under 17 di calcio 2015
Il campionato europeo di calcio Under-17 2015 è stata la 14ª edizione del torneo organizzato dalla UEFA.
La fase finale si è giocata in Bulgaria dal 6 al 22 maggio 2015. Per la prima volta sono state ammesse alla fase finale 16 squadre.
Al torneo hanno potuto partecipare solo i giocatori nati dopo il 1º gennaio 1998.

## Qualificazioni
Il turno di qualificazione, il cui sorteggio si è tenuto a Nyon il 28 novembre 2013, si disputerà tra il 19 settembre e il 30 ottobre 2014: 52 rappresentative sono state divise in 13 gironi di 4 squadre.
Si qualificheranno al Turno Elite le prime due di ogni girone più la migliore terza, escludendo il risultato della partita contro l'ultima classificata del proprio girone, alle quali si aggiungerà la testa di serie Germania.
Nel Turno Elite le 28 squadre qualificate saranno divise in sette gironi.

## Squadre qualificate
- Bulgaria (paese organizzatore)
- Francia (vincente gruppo 1)
- Croazia (vincente gruppo 2)
- Belgio (vincente gruppo 3)
- Grecia (vincente gruppo 4)
- Austria (vincente gruppo 5)
- Inghilterra (vincente gruppo 6)
- Rep. Ceca (vincente gruppo 7)
- Germania (vincente gruppo 8)
- Spagna (seconda gruppo 1)
- Paesi Bassi (seconda gruppo 3)
- Irlanda (seconda gruppo 4)
- Russia (seconda gruppo 5)
- Slovenia (seconda gruppo 6)
- Scozia (seconda gruppo 7)
- Italia (seconda gruppo 8)

## Città e stadi
- Stadio Lazur, Burgas (Capienza: 16 703)
- Stadio Beroe, Stara Zagora (Capienza: 11 460)
- Stadio Hadzhi Dimitar, Sliven (Capienza: 8 500)
- Arena Sozopol, Sozopol (Capienza: 2 599)

## Sorteggio dei gruppi
Il sorteggio per stabilire i gruppi della fase finale si è tenuto a Pomorie (Bulgaria) il 2 aprile 2015.
| Gruppo A | Gruppo B  | Gruppo C | Gruppo D    |
| -------- | --------- | -------- | ----------- |
| Bulgaria | Germania  | Francia  | Inghilterra |
| Croazia  | Belgio    | Grecia   | Paesi Bassi |
| Austria  | Rep. Ceca | Russia   | Irlanda     |
| Spagna   | Slovenia  | Scozia   | Italia      |

## Regolamento
Il torneo prevede 16 squadre partecipanti divise in 4 gironi all'italiana di 4 squadre ciascuno, che si affronteranno in partite da 80 minuti (due tempi da 40) più eventuale recupero. Le prime due classificate di ogni girone (determinate, nell'ordine, da: punti, scontri diretti, differenza-reti, reti segnate e sorteggio) accederanno alla fase ad eliminazione diretta, composta da quarti, semifinale e finale: in caso di pareggio, dopo i tempi regolamentari, si procederà a 5 tiri di rigore per squadra e, in caso di ulteriore pareggio, si continuerà con i tiri a oltranza.
Inoltre il torneo assegna 6 posti per la Coppa del Mondo FIFA Under 17 che si svolgerà in Cile, quindi si procederà a due spareggi, coi criteri sopraelencati, tra le 4 squadre sconfitte nei quarti di finale: le due vincenti si uniranno alle 4 semifinaliste per accedere alla Coppa del Mondo FIFA Under 17 2015.

## Fase a gironi

### Gruppo A
| Pos. | Squadra  | Pt | G | V | N | P | GF | GS | DR |
| ---- | -------- | -- | - | - | - | - | -- | -- | -- |
| 1.   | Croazia  | 7  | 3 | 2 | 1 | 0 | 3  | 0  | +3 |
| 2.   | Spagna   | 5  | 3 | 1 | 2 | 0 | 3  | 2  | +1 |
| 3.   | Austria  | 2  | 3 | 0 | 2 | 1 | 2  | 3  | -1 |
| 4.   | Bulgaria | 1  | 3 | 0 | 1 | 0 | 2  | 5  | -3 |

| Arbitro: | Mads-Kristoffer Kristoffersen |

|                  |           |            |
| Aleñá 46’ (rig.) | Marcatori | 62’ Lovric |

| Arbitro: | Pawel Raczkowski |

|  |           |                      |
|  | Marcatori | 24’ Babić 80’ Blečić |

| Arbitro: | Dumitri Muntean |

|            |           |  |
| Lovren 52’ | Marcatori |  |

| Arbitro: | Marius Avram |

|              |           |                            |
| Yordanov 35’ | Marcatori | 11’ Kuki 47’ Fran Villalba |

| Arbitro: | Danilo Grujić |

|           |           |              |
| Filip 34’ | Marcatori | 43’ Yordanov |

| Sliven 12 maggio 2015, ore 17:00 UTC+2 | Croazia         | 0 – 0 referto | Spagna | Stadio Hadzhi Dimitar\| Arbitro: \| Erik Lambrechts \| |
| Arbitro:                               | Erik Lambrechts |               |        |                                                        |

### Gruppo B
| Pos. | Squadra   | Pt | G | V | N | P | GF | GS | DR |
| ---- | --------- | -- | - | - | - | - | -- | -- | -- |
| 1.   | Germania  | 9  | 3 | 3 | 0 | 0 | 7  | 0  | +7 |
| 2.   | Belgio    | 6  | 3 | 2 | 0 | 1 | 4  | 2  | +2 |
| 3.   | Rep. Ceca | 3  | 3 | 1 | 0 | 2 | 1  | 7  | -6 |
| 4.   | Slovenia  | 0  | 3 | 0 | 0 | 3 | 0  | 3  | -3 |

| Arbitro: | Marius Avram |

|           |           |  |
| Lingr 44’ | Marcatori |  |

| Arbitro: | Danilo Grujić |

|  |           |                          |
|  | Marcatori | 43’ Passlack 46’ Schmidt |

| Arbitro: | Mads-Kristoffer Kristoffersen |

|  |           |                                             |
|  | Marcatori | 29’, 75’ (rig.) Azzaoui 78’ Van Vaerenbergh |

| Arbitro: | Adrien Jaccottet |

|  |           |              |
|  | Marcatori | 8’ Eggestein |

| Arbitro: | Alan Mario Sant |

|                                            |           |  |
| Passlack 10’, 40+2’ Karakas 33’ Saglam 53’ | Marcatori |  |

| Arbitro: | Roi Reinshreiber |

|  |           |                       |
|  | Marcatori | 80+3’ Van Vaerenbergh |

### Gruppo C
| Pos. | Squadra | Pt | G | V | N | P | GF | GS | DR |
| ---- | ------- | -- | - | - | - | - | -- | -- | -- |
| 1.   | Francia | 9  | 3 | 3 | 0 | 0 | 7  | 0  | +7 |
| 2.   | Russia  | 4  | 3 | 1 | 1 | 1 | 4  | 3  | +1 |
| 3.   | Grecia  | 4  | 3 | 1 | 1 | 1 | 3  | 3  | 0  |
| 4.   | Scozia  | 0  | 3 | 0 | 0 | 3 | 0  | 8  | -8 |

| Arbitro: | Erik Lambrechts |

|                               |           |                         |
| Kirtzialidis 37’ Pavlidis 64’ | Marcatori | 59’ Pletnev 72’ Denisov |

| Arbitro: | Alan Mario Sant |

|  |           |                                                     |
|  | Marcatori | 18’, 20’ Ikone 25’ Eduard 35’ Boutobba 47’ Doucoure |

| Arbitro: | Danilo Grujić |

|  |           |             |
|  | Marcatori | 50’ Edouard |

| Arbitro: | Pawel Raczkowski |

|              |           |  |
| Pavlidis 39’ | Marcatori |  |

| Arbitro: | Adrien Jaccottet |

|               |           |  |
| Rambaud 80+4’ | Marcatori |  |

| Arbitro: | Dumitri Muntean |

|                         |           |  |
| Denisov 52’ Pletnev 65’ | Marcatori |  |

### Gruppo D
| Pos. | Squadra     | Pt | G | V | N | P | GF | GS | DR |
| ---- | ----------- | -- | - | - | - | - | -- | -- | -- |
| 1.   | Inghilterra | 7  | 3 | 2 | 1 | 0 | 3  | 1  | +2 |
| 2.   | Italia      | 4  | 3 | 1 | 1 | 1 | 3  | 2  | +1 |
| 3.   | Paesi Bassi | 3  | 3 | 0 | 3 | 0 | 2  | 2  | 0  |
| 4.   | Irlanda     | 1  | 3 | 0 | 1 | 2 | 0  | 3  | -3 |

| Sozopol 7 maggio 2015, ore 13:00 UTC+2 | Irlanda         | 0 – 0 referto | Paesi Bassi | Arena Sozopol\| Arbitro: \| Dumitri Muntean \| |
| Arbitro:                               | Dumitri Muntean |               |             |                                                |

| Arbitro: | Adrien Jaccottet |

|  |           |             |
|  | Marcatori | 47’ Edwards |

| Arbitro: | Roi Reinshreiber |

|  |           |                          |
|  | Marcatori | 9’ Lo Faso 56’ Mazzocchi |

| Arbitro: | Erik Lambrechts |

|                    |           |                      |
| Boultam 56’ (rig.) | Marcatori | 18’ (ag) Fosu-Mensah |

| Arbitro: | Pawel Raczkowski |

|             |           |  |
| Edwards 71’ | Marcatori |  |

| Arbitro: | Mads-Kristoffer Kristoffersen |

|                  |           |            |
| Giraudo 63’ (ag) | Marcatori | 6’ Cutrone |

## Fase ad eliminazione diretta
|  | Quarti di finale | Quarti di finale | Quarti di finale |          |         | Semifinali | Semifinali | Semifinali |  |  | Finale | Finale | Finale |  |
|  |                  |                  |                  |          |         |            |            |            |  |  |        |        |        |  |
|  | 1A. Croazia      | 1A. Croazia      | 1 (3)            |          |         |            |            |            |  |  |        |        |        |  |
|  | 1A. Croazia      | 1A. Croazia      | 1 (3)            |          |         |            |            |            |  |  |        |        |        |  |
|  | 2B. Belgio       | 2B. Belgio       | 1 (5)            |          |         |            |            |            |  |  |        |        |        |  |
|  | 2B. Belgio       | 2B. Belgio       | 1 (5)            |          | Belgio  | Belgio     | 1 (1)      |            |  |  |        |        |        |  |
|  |                  |                  |                  |          | Belgio  | Belgio     | 1 (1)      |            |  |  |        |        |        |  |
|  |                  |                  | Francia          | Francia  | 1 (2)   |            |            |            |  |  |        |        |        |  |
|  | 1C. Francia      | 1C. Francia      | Francia          | Francia  | 1 (2)   | 3          |            |            |  |  |        |        |        |  |
|  | 1C. Francia      | 1C. Francia      |                  |          |         |            |            |            |  |  |        |        |        |  |
|  | 2D. Italia       | 2D. Italia       | 0                |          |         |            |            |            |  |  |        |        |        |  |
|  | 2D. Italia       | 2D. Italia       | 0                |          | Francia | Francia    | 4          |            |  |  |        |        |        |  |
|  |                  |                  |                  |          |         |            |            |            |  |  |        |        |        |  |
|  |                  |                  | Germania         | Germania | 1       |            |            |            |  |  |        |        |        |  |
|  | 1D. Inghilterra  | 1D. Inghilterra  | Germania         | Germania | 1       | 0          |            |            |  |  |        |        |        |  |
|  | 1D. Inghilterra  | 1D. Inghilterra  |                  |          |         |            |            |            |  |  |        |        |        |  |
|  | 2C. Russia       | 2C. Russia       | 1                |          |         |            |            |            |  |  |        |        |        |  |
|  | 2C. Russia       | 2C. Russia       | 1                |          | Russia  | Russia     | 0          |            |  |  |        |        |        |  |
|  |                  |                  |                  |          | Russia  | Russia     | 0          |            |  |  |        |        |        |  |
|  |                  |                  | Germania         | Germania | 1       |            |            |            |  |  |        |        |        |  |
|  | 1B. Germania     | 1B. Germania     | Germania         | Germania | 1       | 0 (4)      |            |            |  |  |        |        |        |  |
|  | 1B. Germania     | 1B. Germania     |                  |          |         |            |            |            |  |  |        |        |        |  |
|  | 2A. Spagna       | 2A. Spagna       | 0 (2)            |          |         |            |            |            |  |  |        |        |        |  |

### Quarti di finale
| Arbitro: | Marius Avram |

|                          |                      |                                                   |
| Majić 34’                | Marcatori            | 53’ Azzaoui                                       |
| Moro Brekalo Lovren Sosa | Tiri di rigore 3 – 5 | Janssens Van Vaerenbergh Daneels Ademoglu Azzaoui |

| Arbitro: | Roi Reishreiber |

|                           |                      |                              |
| Gül Janelt Passlack Özcan | Tiri di rigore 4 – 2 | Pepelu Dani Olmo Aleñá Óscar |

| Arbitro: | Alan Mario Sant |

|  |           |            |
|  | Marcatori | 29’ Tataev |

| Arbitro: | Danilo Grujić |

|                           |           |  |
| Édouard 5’, 72’ Ikoné 53’ | Marcatori |  |

### Spareggio per l'accesso alla Campionato mondiale di calcio Under-17
| Arbitro: | Mads-Kristoffer Kristoffersen |

|          |           |  |
| Moro 15’ | Marcatori |  |

| Arbitro: | Dumitri Muntean |

|                                            |                      |                                     |
| Pepelu Dani Olmo Fran Villalba Alex Martín | Tiri di rigore 3 – 5 | Edwards Ugbo Willock Oxford Suliman |

### Squadre qualificate alla Campionato mondiale di calcio Under-17
- Belgio (semifinalista)
- Germania (finalista)
- Croazia (vincitrice spareggio)

- Francia (vincitrice)
- Russia (semifinalista)
- Inghilterra (vincitrice spareggio)

### Semifinali
| Arbitro: | Adrien Jaccottet |

|                                                   |                      |                                       |
| Seigers 52’                                       | Marcatori            | 23’ Edouard                           |
| Janssens Van Vaerenbergh Daneels Ademoglu Azzaoui | Tiri di rigore 1 – 2 | Janvier Cognat Pelican Zidane Edouard |

| Arbitro: | Marius Avram |

|           |           |  |
| Serra 68’ | Marcatori |  |

### Finale
| Arbitro: | Paweł Raczkowski |

|                                      |           |             |
| Edouard 40’, 47’, 70’ Gül 80+3’ (ag) | Marcatori | 50’ Karakas |